# Masarykova sociologická společnost
Masarykova sociologická společnost byla orgánem, který poskytoval zastřešení pro české a slovenské sociology či výzkumníky z příbuzných oborů. Zároveň působila také jako teoretická sekce Sociálního ústavu ČSR. Byla založena 12. ledna 1925 a zrušena v roce 1950. Nástupnickou organizací se stala Československá sociologická společnost při ČSAV, založená v roce 1964. 
Hlavní činností Masarykovy sociologické společnosti byla pořádání veřejných přednášek, které měly dle plánů proběhnout třikrát do měsíce. Reálně se ovšem konaly daleko méně často. Členové společnosti přednášeli také na vysokých školách a vystupovali v rozhlasovém vysílání. Mimo to byly pořádány osvětové přednášky v Praze a dalších městech. 
Masarykova sociologická společnost byla aktivní i v publikační činnosti. Od poloviny 20. let 20. století vydávala například Sociologickou knihovnu, a to prostřednictvím nakladatelství Orbis. Dále vydávala od druhého ročníku Sociologickou revue. U vydávání Sociologické revue zůstala společnost až do zániku Sociologické revue v roce 1949. Doplňkovou činností MSS byly sociologické výzkumy, které však zůstaly mnohdy nedokončené.